# Stevie Williams
Pour les articles homonymes, voir Williams.
Stevie Williams (né à Philadelphie le 17 décembre 1979) est un skateur professionnel américain.
En 2002,il crée DGK (Dirty Ghetto Kids) ; mise à part sa propre marque qui produit des planches, des vêtements et des chaussures (en association avec Reebok), ses principaux sponsors sont Venture trucks Company et Gold wheels.

## Le team DGK
Le team DGK est composé à l'origine de Marcus McBride, Jack Curtin, Lenny Rivas et Wade Desarmo. Il s'est récemment agrandi avec la venue de Keelan Dadd, Dwayne Fagundes, marquise henry, rodriguo TX et du vétéran Josh Kalis.

## Principales parts de Stevie Williams
En 1999, Stevie Williams s'illustre dans deux vidéos : tout d'abord dans la Chocolate Tour, puis dans la Transworld The Reason.
En 2003, Stevie Williams apparaît dans la The DC Video ; il a également droit à son « day in the life » dans la 411 numéro 60.
En 2006, Stevie Williams réapparait dans l'avant-dernière partie de la vidéo du groupe Kayo, It's Official.